# Campionat d'Europa d'escacs individual de 2012

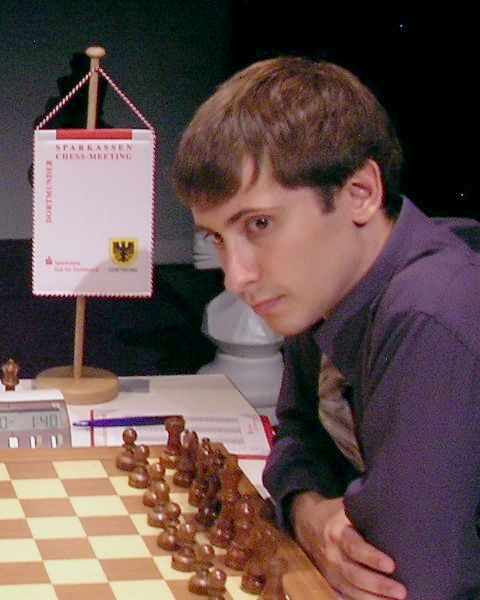
Dmitri Iakovenko, campió d'Europa de 2012 (foto de 2009).

El Campionat d'Europa d'escacs individual de 2012 fou un torneig d'escacs disputat pel sistema suís a 11 rondes, entre els dies 19 de març i l'1 d'abril de 2012 a Plòvdiv (Bulgària). Els millors 23 jugadors es classificaven per la Copa del Món. Hi varen prendre part 348 jugadors amb més de 300 titulats, dels quals 175 eren Grans Mestres i 70 Mestre Internacionals.
El GM rus Dmitri Iakovenko va guanyar la medalla d'or destacat en solitari, amb 8½ punts i enduent-se el premi de 14.000 euros després de guanyar a la darrera ronda al líder Laurent Fressinet.

## Classificació final
1. GM Dmitri Iakovenko ( Rússia), 2729 – 8½ punts
2. GM Laurent Fressinet ( França), 2693 – 8 punts
3. GM Vladímir Malàkhov ( Rússia), 2705 – 8 punts
4. GM Dmitri Andreikin ( Rússia), 2689 – 8 punts
5. GM Ernesto Inàrkiev ( Rússia), 2695 – 8 punts
6. GM Maksim Matlakov ( Rússia), 2632 – 8 punts
7. GM Victor Bologan ( Moldàvia), 2687 – 8 punts
8. GM Francisco Vallejo Pons ( Espanya), 2693 – 8 punts
9. GM Iuri Krivorutxko ( Ucraïna), 2666 – 8 punts
10. GM Siarhei Azàrau ( Belarús), 2667 – 8 punts
11. GM Ievgueni Naier ( Rússia), 2640 – 8 punts
12. GM Vladímir Akopian ( Armènia), 2684 – 8 punts
13. GM Andrei Volokitin ( Ucraïna), 2695 – 8 punts
14. GM Jan Smeets ( Països Baixos), 2610 – 8 punts

Fins a 348 jugadors